# テンプルすわ
テンプルすわは、元AV監督。V&Rプランニングに入社し経験を積んだのちAV監督となり、ROCKETを立ち上げAV監督として撮影してきた。

## 経歴
- 1970年2月17日生まれ、福島県出身[1][2]。

- 1993年に、経済学部経済学科で大学卒業[3]。

- 1993年4月から社会人となり、カラオケの会社のAV営業部に所属しハードを売る[3]。

- 1996年頃に、スーツでV&Rプランニングの面接を受け履歴書をだし、V&Rプランニングに入社する。社長兼監督の安達かおるは、当初は｢こんなのが将来現場を仕切っていけるのかな｣と思ったが、個性のある良い監督となり見る目がなかった、と述べた[3]。

- 2007年に、V&Rプロダクツを退職し、すわを含む元V&RプロダクツのメンバーでROCKETを立ち上げる[4]。

- ROCKETでは、デビュー系、巨乳妄想ドラマなどを多く担当し、柔和で穏やかな見た目でありながら、『スカルファック』『ごっくん100連発』などの過激な陵辱モノなどにも多くの支持が寄せられる、と紹介されていた[2]。

- V&R時代の代表作は、『監禁ウェイトレス、監禁ＯＬ秘書課』『いぢくり絵日記　紋舞らん』『アナ・ザ・セブン』『あなたの願望叶えます』『インパク・コスプレ』[1]。代表シリーズは「童貞の僕がいとこの巨乳三姉妹の家に居候した」シリーズ[5]、「念願の○○になった！」シリーズ[6]など。

## 主な作品

### V&Rプランニング
- 『爆乳秘書 南麗奈』(1999年6月) - 監督デビュー作[3]。
- 『監禁ウエイトレス　直腸ソーセージ女尻出し』（2000年5月21日）- 出演者:相葉雅紀。
- 『アナ・ザ・セブン』（2000年8月27日）
- 『あぶない放課後　新・女教師スペシャル　清水かおり』（2000年9月21日）
- 『あぶない放課後　新・女教師スペシャル　宮澤ゆうな』（2000年12月21日）
- 『素人参加募集ビデオ　夢野まりあとしてみませんか？』（2000年12月21日）
- 『欲望痴帯　あなたの願望叶えます』（2001年6月21日）
- 『インパクコスプレ　IMPAC COSTUME PLAY』（2002年3月21日）
- 『監禁ＯＬ秘書課　～変態直腸ソーセージ美尻出し～』（2002年10月24日）
- 『いぢくり絵日記　紋舞らん　「今日もいっぱいやっちゃいました。」』（2002年12月27日）
- 『証拠テープ　大空あすか』（2003年7月21日）
- 『吸精中毒』（2003年8月27日）
- 『世界A調査団』（2003年9月27日）
- 『t.A.B.u　金髪女学園』（2003年10月27日）
- 『t.A.B.u　金髪女学園Ⅱ』（2003年11月21日）
- 『吸精中毒　Vol.2』（2003年11月27日）
- 『世界A調査団2』（2003年12月24日）
- 『トイレビアの泉　～私を便器にして下さい～』（2004年1月24日）
- 『中にどぴゅっとね！　桜田さくら』（2004年5月20日）
- 『中出しマ〇コにカメラ入れちゃいました』（2004年4月17日）
- 『純愛女子校生のお尻の穴にどぴゅっとね！』（2004年7月22日）
- 『中出しマ○コにカメラ入れちゃいました　パート2』（2006年5月18日）
- 『淫穴陵辱天国　電撃ジグソーバイブ&内視スコープ！林果と松嶋やや』（2006年10月21日）
- 『激烈電動木馬バイブ　中出し精液まみれの膣穴大解剖！』（2006年12月21日）
- 『子宮開発道場2』（2007年2月21日）

アダルトビデオ以外の作品
- 『V&Rの歴史』(2004年3月) - 構成・編集として参加。

### ROCKET
- 夫が帰宅するまで1時間 媚薬固定バイブを挿したまま赤面家事ミッション2 (2016年7月21日)
- 彼氏の先輩（デカチン）と2人っきりにして彼女のヤリマン度調査 (2016年9月22日)

他多数